# John Herivel
John Herivel   (Belfast, 29 d'agost de 1918 - Oxford, 18 de gener de 2011) va ser un matemàtic i historiador de la ciència britànic.
Herivel va fer els estudis secundaris a Belfast fins al 1936, quan va ingressar al Sidney Sussex College de la universitat de Cambridge en el qual es va graduar en matemàtiques el 1939. Havent començat la Segona Guerra Mundial va ser reclutat per a fer treballs de des-xifratge de codis enemics a Bletchley Park. Va treballar primer al Hut 6 i, després, al Newmanry. Lligat pel secret d'Estat mai va revelar les seves tasques en aquesta època. Acabada la guerra, va començar a impartir docència a Belfast en un institut de secundària. Però el 1948 va passar a la universitat Queen's de Belfast en la qual va romandre fins a la seva jubilació el 1978. En aquesta època va inclinar les seves recerques cap a la història de la ciència, publicant brillants llibres sobre Newton o Fourier. Després de retirar-se va anar a viure a Oxford on va ser professor visitant de l'All Souls College.